# Amethi (ort i Indien, Kheri)
Amethi är en ort i Indien.   Den ligger i distriktet Kheri och delstaten Uttar Pradesh, i den norra delen av landet, 400 km öster om huvudstaden New Delhi. Amethi ligger 133 meter över havet och antalet invånare är 12 206.
Terrängen runt Amethi är mycket platt. Runt Amethi är det tätbefolkat, med 427 invånare per kvadratkilometer. Närmaste större samhälle är Dhaurahra, 4,4 km sydost om Amethi. Trakten runt Amethi består till största delen av jordbruksmark.